# Петрова Слобода
Петрова Слобода (укр. Петрова Слобода) — село в Корюковском районе Черниговской области Украины. Население 258 человек. Занимает площадь 0,826 км².
Код КОАТУУ: 7422482003. Почтовый индекс: 15304. Телефонный код: +380 4657.

## Власть
Орган местного самоуправления — Будянский сельский совет. Почтовый адрес: 15341, Черниговская обл., Корюковский р-н, с. Буда, ул. Войкова, 7.